# Chinese Taipei Open 1991
Die Chinese Taipei Open 1991 im Badminton fanden vom 9. bis zum 13. Januar 1991 in Taipeh statt.

## Sieger und Platzierte
| Disziplin    | Gold                        | Silber                               | Bronze                         |
| ------------ | --------------------------- | ------------------------------------ | ------------------------------ |
| Herreneinzel | Hermawan Susanto            | Ardy Wiranata                        | Foo Kok Keong                  |
| Herreneinzel | Hermawan Susanto            | Ardy Wiranata                        | Poul-Erik Høyer Larsen         |
| Dameneinzel  | Susi Susanti                | Jaroensiri Somhasurthai              | Helen Troke                    |
| Dameneinzel  | Susi Susanti                | Jaroensiri Somhasurthai              | Minarti Timur                  |
| Herrendoppel | Jalani Sidek Razif Sidek    | Cheah Soon Kit Soo Beng Kiang        | Rudy Gunawan Eddy Hartono      |
| Herrendoppel | Jalani Sidek Razif Sidek    | Cheah Soon Kit Soo Beng Kiang        | Shuji Matsuno Shinji Matsuura  |
| Damendoppel  | Kimiko Jinnai Hisako Mori   | Erma Sulistianingsih Rosiana Tendean | Pernille Dupont Grete Mogensen |
| Damendoppel  | Kimiko Jinnai Hisako Mori   | Erma Sulistianingsih Rosiana Tendean | Dorte Kjær Lotte Olsen         |
| Mixed        | Thomas Lund Pernille Dupont | Pär-Gunnar Jönsson Maria Bengtsson   | Jan Paulsen Gillian Gowers     |
| Mixed        | Thomas Lund Pernille Dupont | Pär-Gunnar Jönsson Maria Bengtsson   | Michael Kjeldsen Dorte Kjær    |

## Finalergebnisse
| Disziplin    | Sieger                      | Finalist                             | Ergebnis           |
| ------------ | --------------------------- | ------------------------------------ | ------------------ |
| Herreneinzel | Hermawan Susanto            | Ardy Wiranata                        | 15-18, 15-10, 15-7 |
| Dameneinzel  | Susi Susanti                | Jaroensiri Somhasurthai              | 11-1, 11-2         |
| Herrendoppel | Razif Sidek Jalani Sidek    | Cheah Soon Kit Soo Beng Kiang        | 15-7, 15-5         |
| Damendoppel  | Kimiko Jinnai Hisako Mori   | Rosiana Tendean Erma Sulistianingsih | 15-7, 18-17        |
| Mixed        | Thomas Lund Pernille Dupont | Pär-Gunnar Jönsson Maria Bengtsson   | 15-9, 10-15, 18-16 |